# IGS Winsen-Roydorf
Die IGS Winsen-Roydorf ist eine Integrierte Gesamtschule in Winsen (Luhe), die sich im Ortsteil Roydorf befindet.

## Geschichte
Die IGS Winsen-Roydorf wurde 2011 gegründet und entstand aus der ehemaligen Realschule Winsen-Roydorf. Die Überführung der Realschule endete 2016.
Die Schule besteht aus drei Gebäuden: dem Hauptgebäude, welches von der Realschule übernommen wurde, den Jahrgangshäusern, die 2015 fertiggestellt wurden und dem Oberstufengebäude.
Im Jahre 2020 gab es den ersten Abiturjahrgang der IGS Winsen-Roydorf.
Seit dem Schuljahr 2021/2022 gilt die IGS nicht mehr als „Schule im Aufbau“.

## Schulprofil
An der IGS gibt es in jedem Jahrgang „Kooperationsklassen“, in denen die Förderschwerpunkte „Geistige Entwicklung“ und „Lernen“ unterrichtet werden. Das Schulgelände ist überwiegend barrierefrei gebaut.
Im Schuljahr 2022/2023 wurde die Schülerzeitung „IGS Inside“ gegründet. Sie veröffentlicht in unregelmäßigen Abständen Artikel auf der Webseite der Schule.
Schülerinnen und Schüler können sich in Jahrgang 9 freiwillig als Paten engagieren. Die Paten begleiten die fünften Klassen im ersten Jahr an der Schule.
Englisch wird ab der 5. Klasse weitergeführt und ab der 6. Klasse können Spanisch oder Französisch gewählt werden.

## Konzept
An der Schule gibt es bis zur achten Klasse keine Hausaufgaben oder Noten. Anstelle der Noten bekommen die Schülerinnen und Schüler halbjährlich einen ausführlichen und individuellen Lernentwicklunsbericht (LEB).